# Winsham (Devon)
Winsham – przysiółek w Anglii, w Devon. Leży 62,5 km od miasta Exeter, 84,4 km od miasta Plymouth i 286 km od Londynu. Winsham jest wspomniane w Domesday Book (1086) jako Wenneham.